# Ratchet & Clank: L'altezza non conta
Ratchet & Clank: L'altezza non conta (titolo originale Ratchet & Clank: Size Matters, traducibile come "la dimensione conta") è uno spin-off della serie di videogiochi Ratchet & Clank per la console portatile Sony PSP e uscito successivamente poi anche su PlayStation 2. Il videogioco è stato sviluppato da High Impact Games (a differenza della serie principale, sviluppata da Insomniac Games) e distribuito da Sony Interactive Entertainment.

## Trama
Ratchet e Clank vengono coinvolti dal rapimento di una bambina, Luna, in una ricerca delle tracce della stirpe dei Tecnomiti, che si credeva fosse solo una leggenda. In realtà Luna è un robot creato dai Tecnomiti, in cui il loro imperatore, chiamato Otto DeStruct, vuole catturare Ratchet per estrarre il suo DNA e creare un esercito di cloni di Ratchet.
Clank, dopo avere sconfitto Luna insieme a Ratchet, tenta di entrare nel sistema di Luna per ottenere le coordinate del pianeta di Otto, ma egli non ce la fa e viene attaccato dal meccanismo difensivo di Luna che lo disattiva. Ratchet dunque si rimpicciolisce con il minimizzatore, entra nel corpo del suo compagno e lo riattiva.
Infine si dirigono sul pianeta del malvagio imperatore Otto DeStruct (popolato ormai da cloni creati proprio con il DNA di Ratchet prelevato quando quest'ultimo era stato catturato da Luna e anestetizzato) e lo sconfiggono.
Una volta sconfitto Otto Clank si impossessa di una foto in cui vengono ritratti Quark neonato e i suoi veri genitori ormai deceduti. In questa avventura infatti fa la sua apparizione anche il capitano Quark che questa volta è alla ricerca della sua reale famiglia, ma viene ingannato da Otto DeStruct che lo convince di essere suo figlio.

## Modalità di gioco
In questa avventura sono state aggiunte nuove armi, nuovi gadget, come il raggio minimizzatore che dà anche il nome al titolo, la possibilità di combinare i pezzi dell'armatura dopo averli trovati nel gioco, battaglie spaziali a bordo di Clank Gigante, un'arena di mini giochi con Clank, nuove gare con la Skyboard (simili a quelle di Ratchet & Clank) e la possibilità di potenziare e comprare modifiche per le armi. Come tutti i giochi della serie Ratchet & Clank ci saranno i Nanotech, cioè l'energia vitale, che può arrivare fino a 75. Sarà anche presente la Modalità Sfida, dove i bolt ricevuti saranno moltiplicati con fattore crescente fino a x12 e fino a quando non si viene colpiti, e si ripeterà la storia con una difficoltà più elevata.
Ogni arma assume potenza con l'uso, aumentando di livello con un determinato numero di punti accumulati durante l'utilizzo. Il massimo livello è il quarto, dove l'arma assume un nome e un aspetto differenti. Inoltre è possibile comprare potenziamenti per le armi da Slim Cognito, un apposito rivenditore.

## Multigiocatore
- Deathmatch (disponibile solo sulla versione PSP del gioco) è una modalità di gioco competitiva tutti contro tutti, in cui i giocatori vincono segnando il numero massimo di uccisioni. Il numero è impostato nella modalità opzioni del match. Non esiste una variante deathmatch a squadre.
- Cattura la bandiera è una modalità disponibile su tutte le versioni del gioco, la quale richiede a entrambe le squadre di prendere una bandiera dalla base nemica e restituirla alla base della propria squadra per segnare un punto. La bandiera viene ottenuta dalla base della squadra nemica o quando è lasciata cadere dopo aver sconfitto un nemico che attualmente porta la bandiera. Portare la bandiera non impedisce al giocatore di usare un'arma o un gadget.
- Lombax di ferro è una modalità di gioco unica, le cui regole cambiano a seconda della mappa. Su PlayStation 2, questa modalità può essere giocata solo in modalità cooperativa, mettendo il giocatore, o i giocatori, contro un timer (e nel caso dei Mega Cannoni, un'IA).

## Doppiaggio
| Personaggio              | Doppiatore originale                               | Doppiatore italiano                                |
| ------------------------ | -------------------------------------------------- | -------------------------------------------------- |
| Ratchet                  | James Arnold Taylor                                | Simone D'Andrea                                    |
| Clank                    | David Kaye                                         | Aldo Stella                                        |
| Capitano Qwark           | Jim Ward                                           | Gianni Gaude                                       |
| Imperatore Otto DeStruct | Jim Ward                                           | Marco Balzarotti                                   |
| Luna                     | Nicole Sullivan (ver. femminile) ? (ver. maschile) | ? (ver. femminile) Gianluca Iacono (ver. maschile) |
| Botanico                 |                                                    | Luca Sandri                                        |

## Accoglienza
La rivista Play Generation diede alla versione per PlayStation Portable un punteggio di 91/100, trovando che fossero poche le avventure su PSP che potevano vantare una simile varietà di gioco e una realizzazione tecnica altrettanto curata.